# Anaplecta omei
Anaplecta omei är en kackerlacksart som beskrevs av Bei-Bienko 1958. Anaplecta omei ingår i släktet Anaplecta och familjen småkackerlackor. Inga underarter finns listade i Catalogue of Life.